# DBeaver
DBeaver es una aplicación de software cliente de SQL y una herramienta de administración de bases de datos. Para las bases de datos relacionales, utiliza la interfaz de programación de aplicaciones (API) JDBC para interactuar con las bases de datos a través de un controlador JDBC de Java. Para otras bases de datos (NoSQL) utiliza controladores de bases de datos propietarios. Proporciona un editor que soporta el autocompletado de código y el resaltado de sintaxis. Proporciona una arquitectura de plugins (basada en la arquitectura de plugins de Eclipse) que permite a los usuarios modificar gran parte del comportamiento de la aplicación para proporcionar funcionalidad o características específicas de la base de datos que son independientes de la base de datos. Esta es una aplicación de escritorio escrita en Java y basada en la plataforma Eclipse.
La community edition (CE) de DBeaver es un software libre y de código abierto que se distribuye bajo la Apache License. Una edición empresarial de código cerrado de DBeaver se distribuye bajo una licencia comercial.

## Historia
DBeaver se inició en 2010 como un proyecto de hobby. Se suponía que debía ser libre y de código abierto con una interfaz de usuario atractiva y conveniente e incluir funciones de uso frecuente para los desarrolladores de bases de datos. El primer lanzamiento oficial fue en 2011 en Freecode. Rápidamente se convirtió en una herramienta popular en la comunidad de código abierto..
En el mismo año, se fundó el sitio web oficial y se creó el foro de soporte de la comunidad (ahora trasladado a GitHub). En 2012 se lanzó una versión de plugin de Eclipse, desde entonces DBeaver se ha convertido en una de las extensiones de bases de datos más populares para Eclipse (top 50-60 entre todas las extensiones de Eclipse).
Poco después, varios proveedores de software comenzaron a integrarse con DBeaver (principalmente como extensiones de sus productos de Eclipse RCP propietarios: Zend Studio, NXTware, DeltaDNA, etc.).
En 2014 se lanzó la versión Enterprise Edition (EE). La versión EE se basa en la CE, pero también proporciona soporte de bases de datos NoSQL/BigData (Cassandra, MongoDB y Redis) e incluye algunos plugins de Eclipse adicionales.
En 2015, el código fuente/comunidad de DBeaver se movió a GitHub.
En 2017, DBeaver CE se volvió a licenciar bajo la Apache License (a partir de la versión 4.x).
En julio de 2017, la versión EE de DBeaver se hizo comercial para soportar la versión CE.

## Plataformas e idiomas soportados
DBeaver es una herramienta multiplataforma y funciona en plataformas que son soportadas por Eclipse (Windows, Linux, MacOS X, Solaris). DBeaver está disponible en inglés, chino, ruso, italiano y alemán.

## Versiones
Lista completa de todas las versiones publicadas

### Community Edition
La Community Edition (CE) es la versión inicial de DBeaver. Fue lanzada en 2010 y se convirtió en código abierto (GPL) en 2011.
La versión CE incluye soporte extendido de las siguientes bases de datos:
- MySQL y MariaDB
- PostgreSQL
- Greenplum
- Oracle
- DB2 (LUW)
- EXASOL
- SQL Server
- Sybase
- Firebird
- Teradata
- Vertica
- SAP HANA
- Apache Phoenix
- Netezza
- Informix
- Apache Derby
- H2
- SQLite
- SnappyData
- Cualquier otra base de datos que tenga un controlador JDBC u ODBC.

Además de bases de datos relacionales, la versión CE soporta el controlador WMI (Windows Management Instrumentation, sólo funciona en la versión de Windows).

### Eclipse Plugin Edition
Después de un año, y en respuesta a las solicitudes de múltiples usuarios, se lanzó una versión plugin de Eclipse en Eclipse Marketplace.
Esta versión es utilizada por programadores que utilizan el IDE de Eclipse para el desarrollo de software y necesitan una herramienta de administración de bases de datos directamente en su IDE. El plugin de Eclipse incluye la mayoría de las características de la Community Edition y también se publica bajo licencia GPL.

### Enterprise Edition
DBeaver 3.x anunció soporte para bases de datos NoSQL (Cassandra y MongoDB en la versión inicial). Desde entonces, DBeaver se dividió en las ediciones Community y Enterprise.
Enterprise Edition soporta bases de datos NoSQL, administrador de consultas persistentes y algunas otras características de nivel empresarial. La versión EE no es de código abierto y requiere la compra de una licencia (se puede generar una licencia de prueba de forma gratuita).
Lista de características adicionales:
- Cassandra
- MongoDB
- Redis
- Persistent QM
- Editor de documentos JSON (principalmente para MongoDB)
- Características de Eclipse EE (gestión de recursos, Marketplace UI)

## Características
Las características de DBeaver incluyen:
- Ejecución de consultas SQL
- Navegador/editor de datos con una gran cantidad de funciones
- Resaltado de sintaxis y compleción automática de SQL
- Navegar y editar la estructura de base de datos (metadatos)
- Gestión de scripts SQL
- Generación de DDL
- Renderización de ERDs (Diagramas de entidad-relación)
- SSH tunnelling
- Soporte de SSL (MySQL y PostgreSQL)
- Exportación/migración de datos
- Importación, exportación y backup de datos (MySQL y PostgreSQL)
- Generación de datos de mocks[12] para testing de bases de datos

Existen diferencias en las características disponibles en diferentes bases de datos.